# Pico Mozagro
El Pico Mozagro o, simplemente, El Mozagro, es un cerro común a los municipios de Cieza y Mazcuerras, en Cantabria (España). En la parte más destacada del cerro hay un vértice geodésico, que marca una altitud de 871,80 m s. n. m. en la base del pilar. Se puede subir desde Herrera de Ibio, a través de una pista que sube al monte. Los últimos dos kilómetros han de recorrerse a pie, pudiendo llegarse hasta esa cota con vehículo todo terreno a través de pistas. 